# Lodoïs de Martin du Tyrac de Marcellus
 Lodoïs de Martin du Tyrac de Marcellus (1795-1861) est un diplomate, voyageur et helléniste français.

## Biographie
Marie-Louis Jean André Charles de Martin du Tyrac de Marcellus, dit « Lodoïs », est né le 19 janvier 1795 au château de Marcellus, à Marcellus (Lot-et-Garonne). Il est le fils ainé de Marie-Louis Auguste de Martin du Tyrac de Marcellus.
Il fut secrétaire d'ambassade à Constantinople (1815-1820). En 1820, il intervint de manière efficace pour que la Vénus de Milo ne soit pas transbordée sur un navire turc et puisse parvenir en France.
Premier secrétaire d'ambassade à Londres sous Chateaubriand (1821), il fut ensuite chargé d'affaires près du même gouvernement (1822).
Le 30 mai 1824, il épouse à Paris Valentine de Forbin, née en 1804,  fille de Louis Nicolas Philippe Auguste de Forbin, directeur général des musées royaux, de qui ils reçoivent le château d'Audour, à Dompierre-les-Ormes, apporté en dot en 1799 par la riche héritière Mélanie Roseline Félicité de Dortan (1776-1825), et où vers 1820 la Vénus de Milo fit un court passage. Le peintre François Marius Granet y séjourna et y écrivit ses mémoires.
Le couple n'eut pas de descendance.
En 1824, Marcellus fut envoyé extraordinaire à Madrid, puis envoyé près de la cour de Lucques (1826-1829).
En 1829, il se vit proposer le poste de sous-secrétaire d'État aux Affaires étrangères par le Gouvernement Jules de Polignac, poste qu'après réflexion il refusa. 
La monarchie de Juillet le fit se retirer de la vie publique.
Il mourut à Paris le 28 avril 1861 et fut enterré dans l'église de Marcellus. 
Son épouse Valentine de Forbin lui survécut vingt-cinq ans, pendant lesquels elle continua d'accueillir les artistes de son temps au château d'Audour, comme le poète Alphonse de Lamartine. Elle fut enterrée à Dompierre-les-Ormes en 1886.
Les descendants de son neveu Cyprien de Martin du Tyrac de Marcellus (1831-1906) conservent au château de Marcellus, vers Marmande (Lot-et-Garonne), sur un socle gravé des mots Venus Victrix, le moulage en plâtre de la Venus de Milo offert par Louis XVIII à leur arrière-grand-oncle en 1822 (reproduction en couleur dans "Sud-Ouest MAG" n°213 - 30/04/2016).

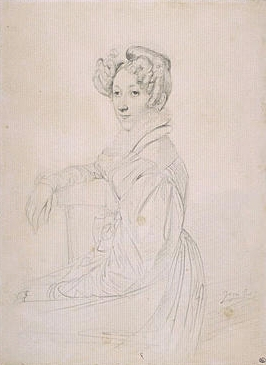
Portrait de son épouse par Ingres.

## Distinctions
- Officier de la Légion d'honneur
- Chevalier de l'ordre souverain de Malte (1818)
- Chevalier de l'ordre du St Sépulcre de Jérusalem (1820)
- Grand commandeur de l'ordre royal du Sauveur de Grèce

## Œuvres
Il publia de nombreux ouvrages sous le nom de plume de « comte de Marcellus » (jusqu'en 1841, date de décès de son père, il signe « le vicomte de Marcellus »), précisant « Ancien ministre plénipotentiaire » :
- Souvenirs de l'Orient, 1839, 2 vol in-8°, 1853, in-18
- Vingt jours en Sicile, 1851, 2 vol in-8°
- Chant du peuple en Grèce, 1851, 2 vol. in-8°
- Politique de la Restauration en 1822-1823, 1853
- Les Dionysiaques, de Nonnos de Panopolis, texte grec et traduction, 1855, gr. in-4°; traduction seule, 1856, 1 vol in-32°
- Souvenirs diplomatiques, 1858, in-8°
- Châteaubriand et son temps, 1859, in-8°
- Paraphrase de l'Évangile de Jean, par Nonnos de Panopolis. Texte grec 1861 , traduction française 1861 (les deux publiés de manière posthume)

## Divers
Son portrait ainsi que celui de son épouse, réalisés vers 1825 par Ingres, font partie des collections du Musée du Louvre, Département des Arts graphiques (RF 31136 pour la vicomtesse de Marcellus et RF 31181 pour le vicomte de Marcellus).